# Pâturin commun
Poa trivialis
Espèce
Le Pâturin commun (Poa trivialis) est une espèce de plantes monocotylédones de la famille des Poaceae, sous-famille des Pooideae, originaire d'Eurasie et d'Afrique du Nord.
Ce sont des plantes herbacées vivaces, stolonifères, aux tiges (chaumes) dressées pouvant atteindre 100 cm de long et aux inflorescences en panicules.

## Description
D'une hauteur de 40 à 90 cm, il présente des stolons superficiels frêles, une gaine glabre et une ligule bien développée. Sa panicule  pyramidale à port étalé est constituée d'épillets de 2 à 4 fleurs fertiles.

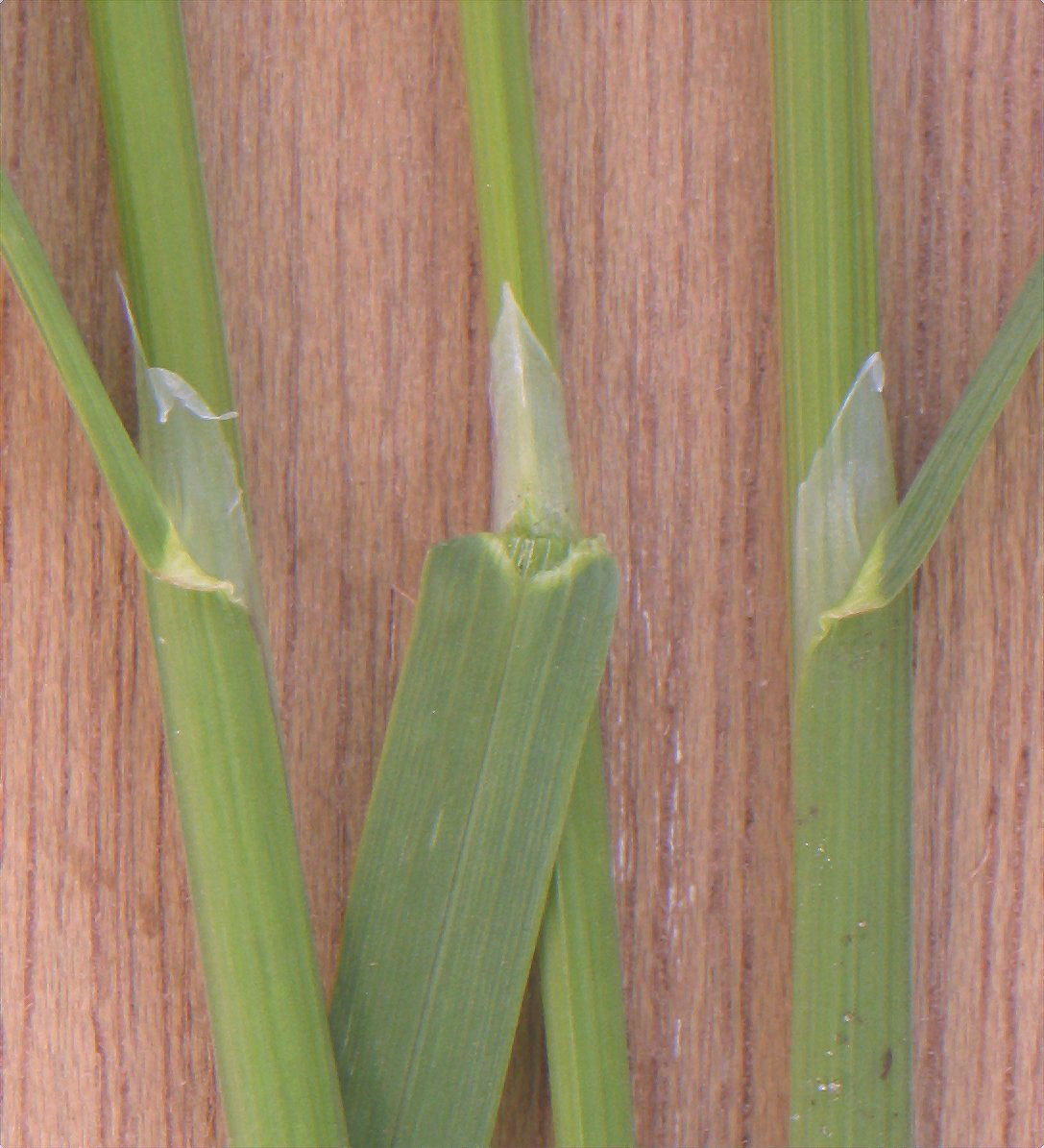
Ligule de 5 à 10 mm.

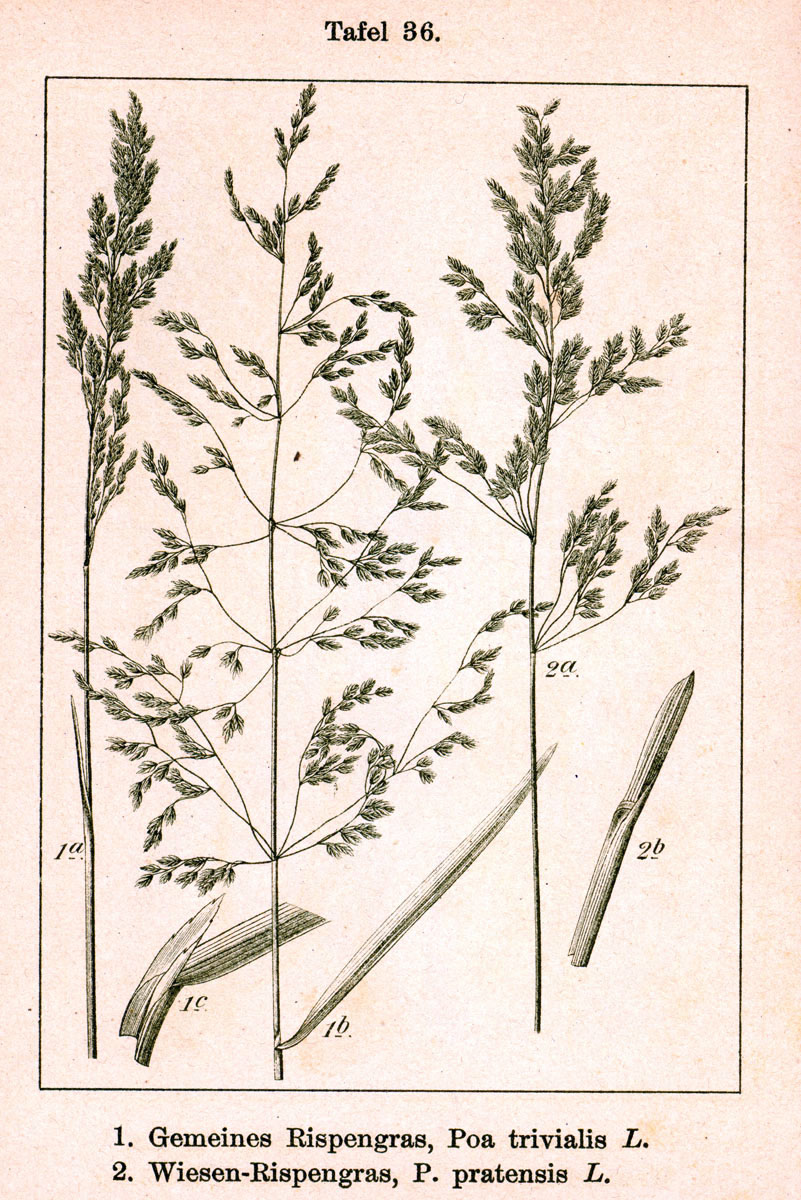
Panicule avec épillets de 2 à 4 fleurs fertiles
Comparaison avec Poa pratensis.

## Distribution et habitat
L'aire de répartition originelle de Poa trivialis comprend l'Afrique du Nord (Algérie, Libye, Maroc, Tunisie) et la Macaronésie (Madère, îles Canaries), la quasi-totalité de l'Europe (du Royaume-Uni et de l'Irlande à l'Ukraine et à la Russie, de la France à la Grèce et de la Norvège  au Portugal), l'Asie occidentale (Afghanistan, Chypre, Iran, Irak, Israël, Jordanie, Liban, Syrie, Turquie), la région du Caucase (Arménie, Azerbaïdjan, Géorgie), l'Asie centrale (Kazakhstan, Kirghizistan, Ouzbékistan, Tadjikistan, Turkménistan), la Sibérie et l'Asie de l'Est (Chine : Hebei, Jiangsu, Jiangxi, Nei Mongol, Sichuan, Xinjiang, et Japon), ainsi que le sous-continent indien (Inde, Népal, Pakistan).
L'espèce a été introduite dans la plupart des régions tempérées du monde et s'est naturalisée notamment en Amérique du Nord (Canada, États-Unis) et du Sud (Argentine, Chili, Uruguay), en Afrique australe, et en Australie.

## Utilisation

### Avantages et inconvénients du Pâturin commun
Le Pâturin commun au feuillage assez fin aime l'ombre et les terrains frais.
Il conserve un bel aspect pendant l'hiver.
On peut le semer par température basse.
La plus grande qualité du pâturin commun est son installation rapide.
Par contre, il est très sensible à la sécheresse.

### Utilisation fourragère
Le pâturin commun peut être abondant dans les prairies permanentes humides. Sa valeur alimentaire est moyenne.

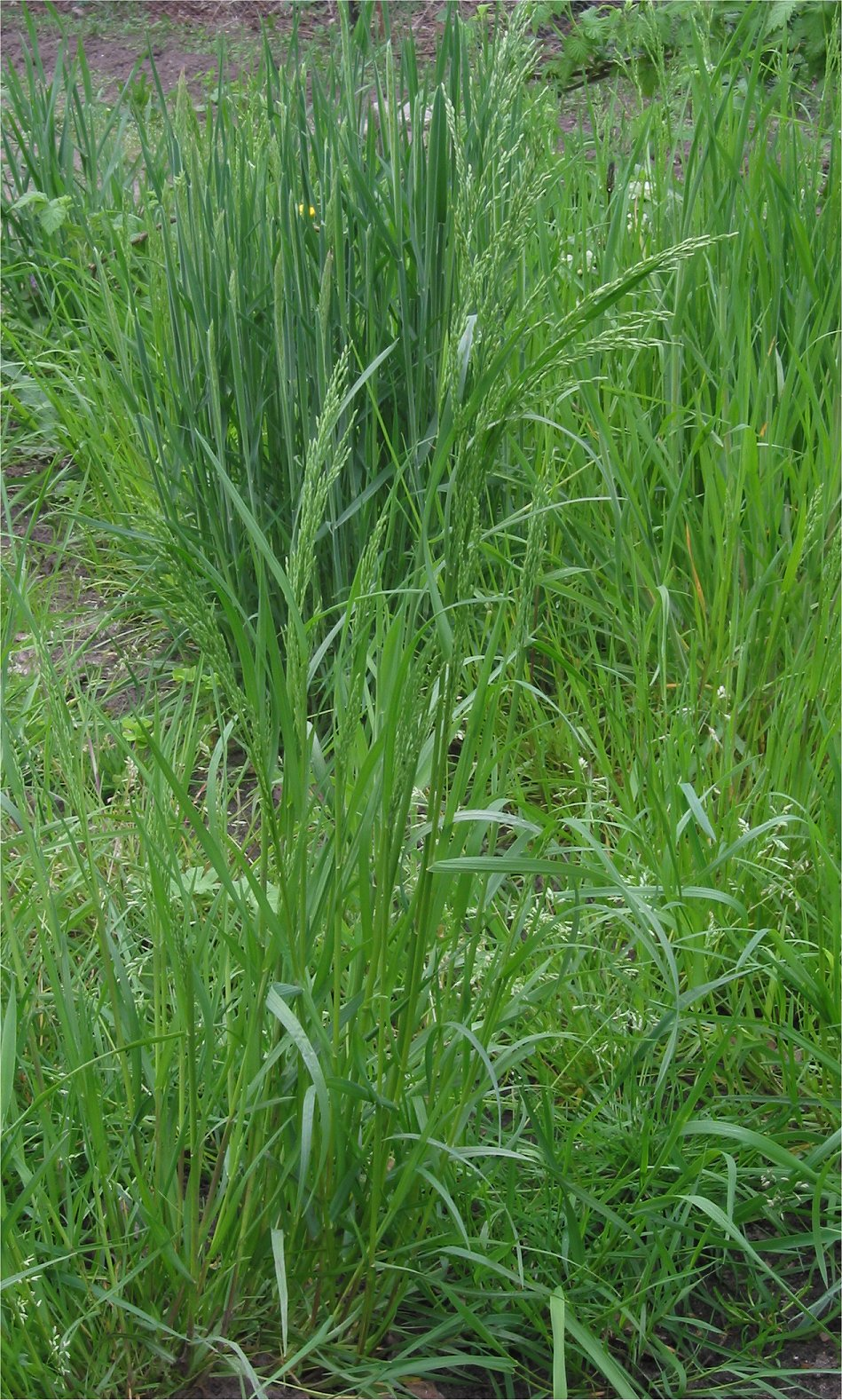
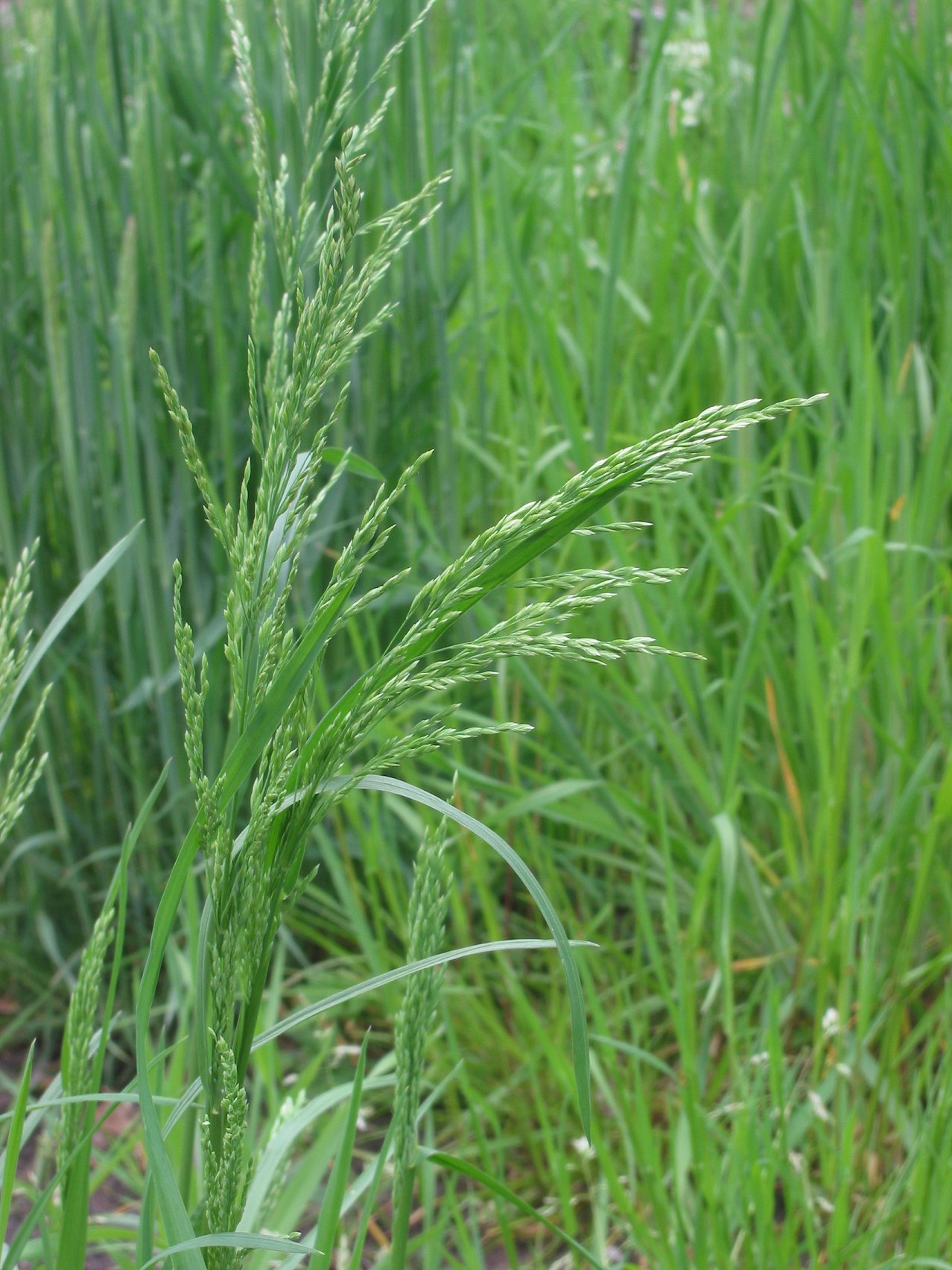
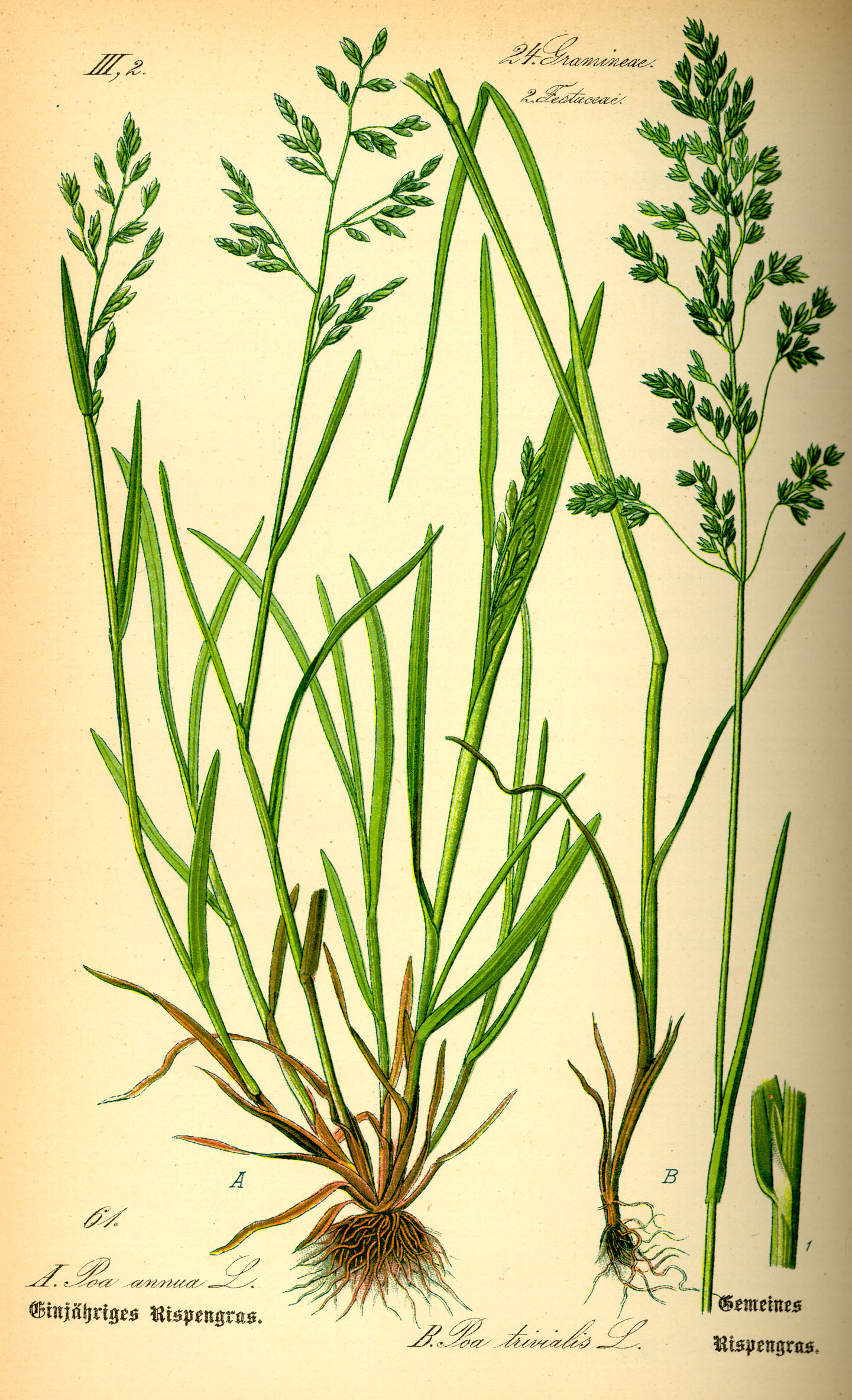

## Liste des sous-espèces et variétés
Selon BioLib (3 juillet 2018) :
- Poa trivialis subsp. sylvicola (Guss.) H. Lindb.
- Poa trivialis subsp. trivialis L.

Selon The Plant List (3 juillet 2018) :
- Poa trivialis var. multiflora (Rchb. ex Peterm.) Ghis|7a & Beldie